# Старые Дороги (Червенский район)
Старые Дороги (бел. Старыя Дарогі) — деревня в Червенском районе Минской области Беларуси. Входит в состав Ляденского сельсовета.

## Географическое положение
Находится в 10 километрах к северу от железнодорожной станции Гродянка на линии Гродянка-Верейцы, в 25 км к юго-востоку от Червеня, в 87 км от Минска.

## История
Согласно переписи населения Российской империи 1897 года застенок Старая Дорога, входивший в состав Якшицкой волости Игуменского уезда Минской губернии, здесь было 19 дворов, проживали 177 человек. На начало XX века деревня Дороги Старые, где было 14 дворов и 157 жителей. Вблизи располагался одноимённый застенок на 4 двора, где было 27 жителей. На 1917 год в деревне было 26 дворов, где жили 187 человек. С февраля по декабрь 1918 года деревня была оккупирована немцами, с августа 1919 по июль 1920 — поляками. 20 августа 1924 года вошла в состав вновь образованного Старо-Ляденского сельсовета Червенского района Минского округа (с 20 февраля 1938 — Минской области). Согласно переписи населения СССР 1926 года насчитывалось 33 двора, проживали 180 человек. В 1930 году в деревне был организован колхоз «Новые Дороги», на 1932 год в его состав входили 35 крестьянских дворов. Во время Великой Отечественной войны деревня была оккупирована немецко-фашистскими захватчиками в июле 1941 года, 9 её жителей погибли на фронтах. Освобождена в июле 1944 года. На 1960 год население деревни составило 142 человека. На 1997 год здесь был 21 дом и 49 жителей. На 2013 год 10 круглогодично жилых домов, 16 постоянных жителей. На 2024 год 7 постоянных жителей.

## Население
- 1897 — 19 дворов, 177 жителей
- начало XX века — 18 дворов, 184 жителя (деревня + застенок)
- 1917 — 26 дворов, 187 жителей
- 1926 — 33 двора, 180 жителей
- 1960 — 142 жителя
- 1997 — 21 двор, 49 жителей
- 2013 — 10 дворов, 16 жителей
- 2024 — 7 жителей.